# P4 Live
P4 Live är ett radioprogram i SR P4 som sänder levande musik, inspelad på konserter runt om i Sverige. Programmet hade premiär den 5 januari 2003. 
Programmet produceras av SR:s lokalstationer, och samordnas av SR Skaraborg. 

### Fotnoter
1. ↑  ”Svensk mediedatabas”. http://smdb.kb.se/catalog/search?q=%22P4+Live%22+typ%3Aradio&sort=OLDEST. Läst 24 april 2011.
2. ↑  ”P4 Live”. http://sverigesradio.se/sida/artikel.aspx?programid=488&artikel=3464022. Läst 24 april 2011.